# Tiroteo en el Museo Judío de Bélgica
El tiroteo en el Museo Judío de Bélgica fue una acción terrorista que tuvo lugar el sábado 24 de mayo de 2014 en Bruselas. A las 15:50 hora local un hombre armado irrumpió en el museo, matando a cuatro personas. Tres de ellas murieron en el acto, mientras que otra falleció en el hospital el 6 de junio como consecuencia de las heridas.
El 30 de mayo de ese mismo año, Mehdi Nemmouche, ciudadano francés de 29 años de origen argelino, fue arrestado en Marsella por su presunta relación con el atentado de Bruselas. Las autoridades aseguraron que el sospechoso había pasado más de un año en Siria, tiempo durante el cual había tenido contactos con radicales islamistas y pudo haber sido filmado en un vídeo portando una bandera del Estado Islámico de Irak y el Levante.

## Tiroteo
Un hombre que llevaba una gorra, portaba varias bolsas y estaba armado con una pistola y un rifle Kalashnikov, llegó al céntrico Museo Judío de Bélgica en torno a las tres y media de la tarde hora local. Poco después comenzó a disparar, matando a tres personas en el acto e hiriendo de gravedad a una cuarta, que fue trasladada al hospital. La persona herida falleció el 6 de junio. El ataque duró menos de 90 segundos y el asaltante huyó del lugar a pie inmediatamente después, siendo recogido en varias cámaras de seguridad de la zona. De acuerdo a la policía, el atacante se dirigió a una zona diferente del centro de Bruselas antes de perderse su rastro. Las grabaciones de las cámaras de seguridad mostraron a un individuo que llevaba una gorra de béisbol que cubría su cabeza. También se observó que en el pecho llevaba una cámara, de modo idéntico a Mohammed Merah quien en 2012 se filmó a sí mismo disparando contra civiles y soldados en varios lugares de Montauban y Toulouse (Francia), aunque se dijo que la cámara había fallado en el momento de grabar el ataque en el museo.
Didier Reynders, ministro de Asuntos Exteriores de Bélgica, se encontraba cerca del museo cuando ocurrió el atentado y pudo oír los disparos. Joëlle Milquet, ministro de Interior, también se encontraba cerca del lugar y se desplazó al mismo poco después para seguir la investigación y comparecer ante los medios.

### Víctimas
Como resultado del atentado cuatro personas murieron. Dos de las personas asesinadas eran de nacionalidad israelí: Emanuel y Miriam Riva, un matrimonio de mediana edad procedente de Tel Aviv y que se encontraba de vacaciones en la ciudad. Un medio israelí aseguró que la pareja podía estar trabajando para el gobierno israelí y que esa pudo ser la razón del ataque. Una mujer francesa, de nombre Dominique, fue la tercera víctima.
La persona que resultó herida de gravedad y que falleció el 6 de junio fue Alexandre Strens, un joven belga que trabajaba para el museo. Alexandre Strens había nacido en Marruecos, de madre judía y de padre argelino bereber. Su cadáver fue llevado a Taza (Marruecos) donde fue sepultado en el cementerio musulmán.

## Investigación
Tras producirse el atentado las autoridades belgas lanzaron una operación de captura por todo el país. Se describió al sospechoso como un hombre de altura media, complexión atlética y que vestía una gorra de béisbol oscura. Su imagen, parcialmente oscurecida, pudo ser captada por una cámara de seguridad de la zona del ataque. En un primer momento un hombre que había sido visto conduciendo desde el entorno del museo fue detenido, aunque tras ser interrogado quedó en libertad. Las autoridades belgas afirmaron que el agresor probablemente actuó en solitario aunque con una buena preparación. No se concretó el motivo del ataque.
El 30 de mayo Mehdi Nemmouche, un ciudadano francés de 29 años y de origen argelino, fue detenido en la estación de San Carlos de Marsella por su presunta vinculación con el ataque. Las autoridades consideraron a Nemmouche sospechoso de haber regresado a Francia después de combatir con los rebeldes islamistas en la Guerra Civil Siria. Tiempo atrás Nemmouche había estado cinco años en prisión, tiempo durante el cual se supone recibió la influencia de islamistas radicales. Partió hacia Siria solo tres semanas después de dejar la cárcel en septiembre de 2012. De confirmarse las sospechas de su participación en el conflicto sirio, sería el primer europeo en haber combatido con grupos islamistas y haber regresado para cometer un atentado. En el momento de su detención en Marsella, le fueron incautados un rifle Kalashnikov, un revólver calibre .38 y 330 balas para ambas armas. Además llevaba varias cámaras, accesorios para las armas, ropa y una máscara antigás. En una de las cámaras se halló un fichero oculto que contenía un vídeo de 40 segundos. En él se mostraban las armas incautadas y una voz, atribuida por la policía a Nemmouche, la cual afirmaba ser la autora del ataque en Bruselas. También afirmaba tener una tela blanca con el nombre estampado del Estado Islámico de Irak y el Levante.
Nemmouche negó las acusaciones que le vinculaban con el atentado de Bruselas y recurrió la orden de extradición cursada por Bélgica. El 29 de julio fue extraditado y puesto a disposición de las autoridades belgas.